# Crèche napolitaine

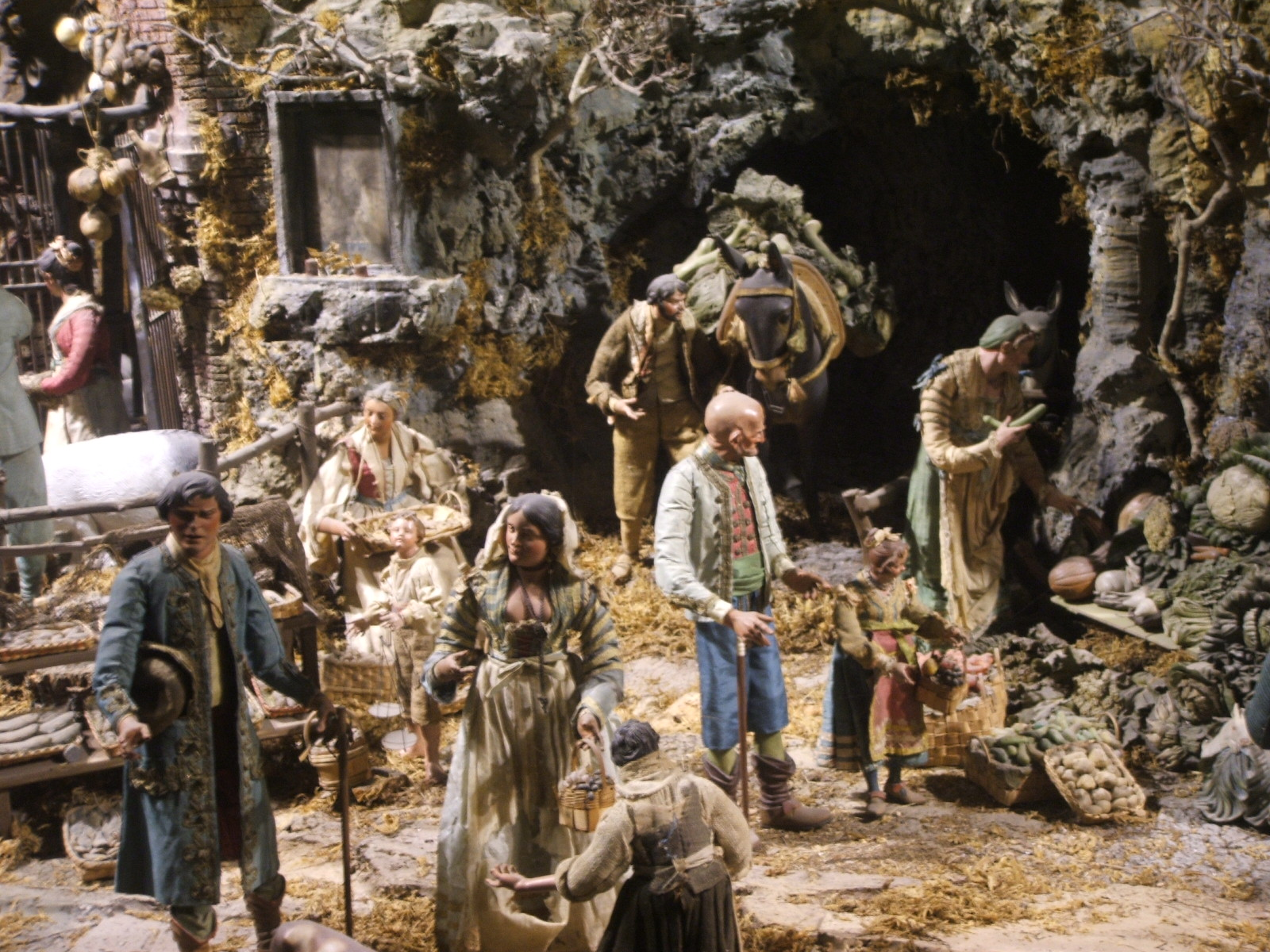
Crèche napolitaine, milieu XVIIIe siècle.

La crèche napolitaine (en napolitain : presebbio napulitano) est une tradition artisanale de la représentation de la Nativité qui se perpétue depuis plusieurs siècles durant la période de Noël dans la ville de Naples.
Jusqu'alors confinée et présentée dans les édifices religieux, elle devient un phénomène de société et connaît son âge d'or au XVIIIe siècle.

## Histoire

### De l'origine à la fin duXVIIesiècle
La première crèche à Naples est mentionnée dans un document qui évoque une crèche dans l'église de Santa Maria del presepe en 1205. À Amalfi, selon divers fonds, en 1324 existait déjà la cappella del presepe di casa d'Alagni  (chapelle de la crèche de la maison d'Alagni). En 1340, la reine Sancha (épouse de  Robert Ier de Naples) offrit aux Clarisses une crèche pour leur nouvelle église de laquelle a survécu la statue de la Vierge aujourd'hui conservée au musée de San Martino.

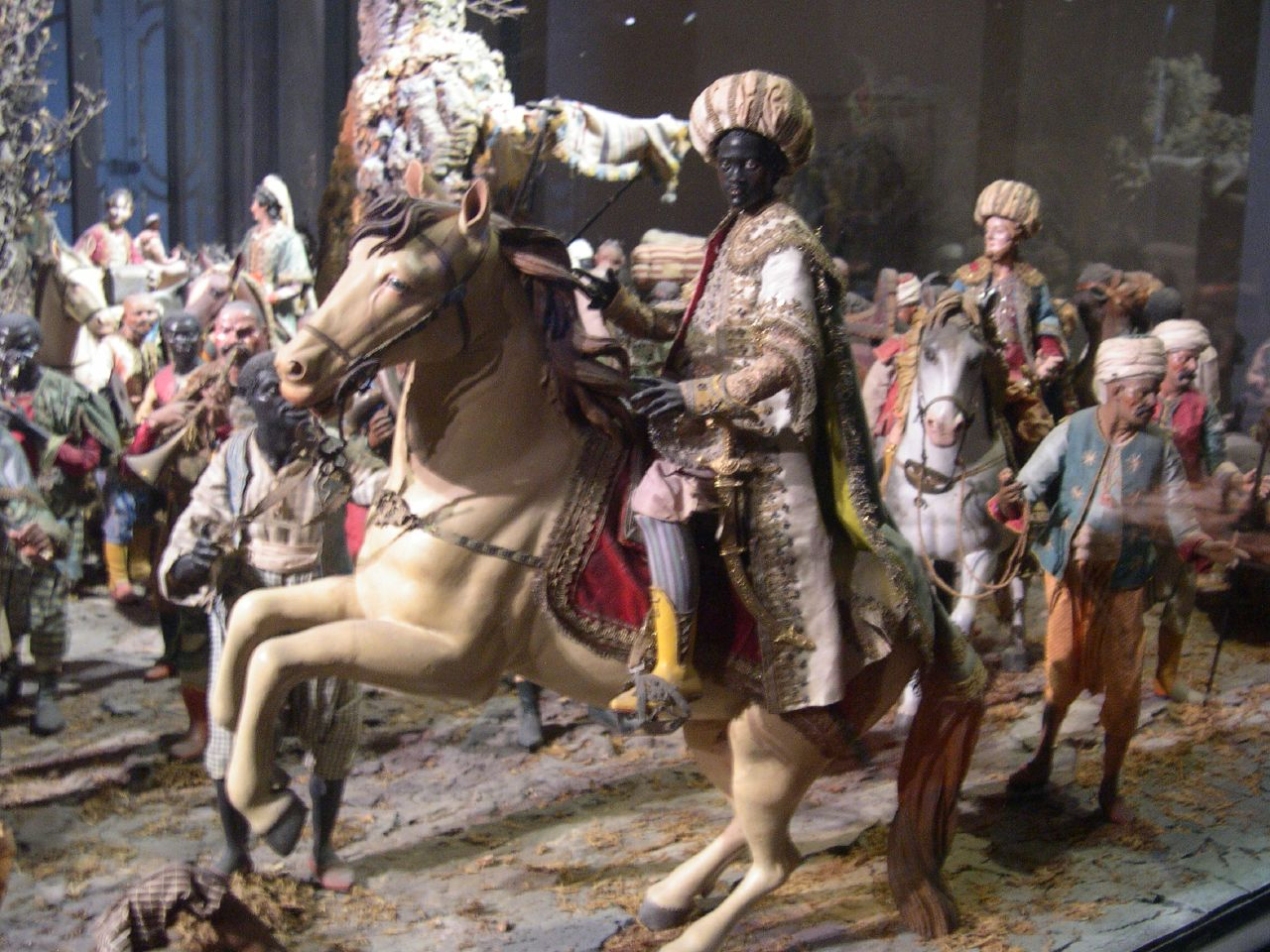
Les rois mages d'une crèche exposée au Palais de Caserte.

D'autres exemples remontent en 1478, avec une crèche de  Pietro et Giovanni Alemanno de laquelle nous sont parvenues douze statues, et la crèche de marbre de 1475 d'Antonio Rossellino, visible à Sant'Anna dei Lombardi. Au XVe siècle, apparaissent les premiers sculpteurs de figures ; parmi eux, les frères  Pietro et Giovanni Alemanno qui en 1470 créèrent les sculptures en bois pour la représentation de la Nativité. En 1507, le Lombard Pietro Belverte sculpta à Naples 28 statues pour les frères de San Dominico Maggiore. Pour la première fois, la crèche fut adaptée à une grotte de pierre enrichie d'une taverne. L'année 1532 enregistra des nouveautés ; Domenico Impicciati fut probablement le premier à réaliser des statuettes en terracotta à usage privé en s'inspirant de personnages de la cour aragonaise. En 1534, arriva à Naples, San Gaetano de Thiene qui œuvra pour la crèche à Santa Maria Maggiore à Rome. L'habileté de Gaetano accrut la popularité de la crèche et particulièrement appréciée fut celle construite dans l'hôpital des Incurables.

On doit aux pères Piaristes dans les premières décennies du XVIe siècle, la crèche baroque. Les statuettes furent remplacées par des mannequins articulés de bois revêtus d'étoffes. Les tout  premiers mannequins napolitains étaient de grandeur humaine. La crèche la plus fameuse fut réalisée en 1627 par les piaristes à la Duchessa. L'église des piaristes la démontait chaque année pour la remonter le Noël suivant : ce fut une autre innovation car jusqu'alors les crèches étaient fixes. En 1640, grâce à Michele Perrone, les mannequins conservèrent tête et membres de bois, mais ils furent réalisés avec une armature en fil de fer revêtu d'étoupe qui donna aux statues une allure plus plastique.
Vers la fin du XVIIe siècle, naquit la théâtralité de la crèche napolitaine, où l'on commença à mélanger le sacré (Sainte Famille, l’Adoration des bergers et des mages)  et le profane avec des personnages de la vie quotidienne.

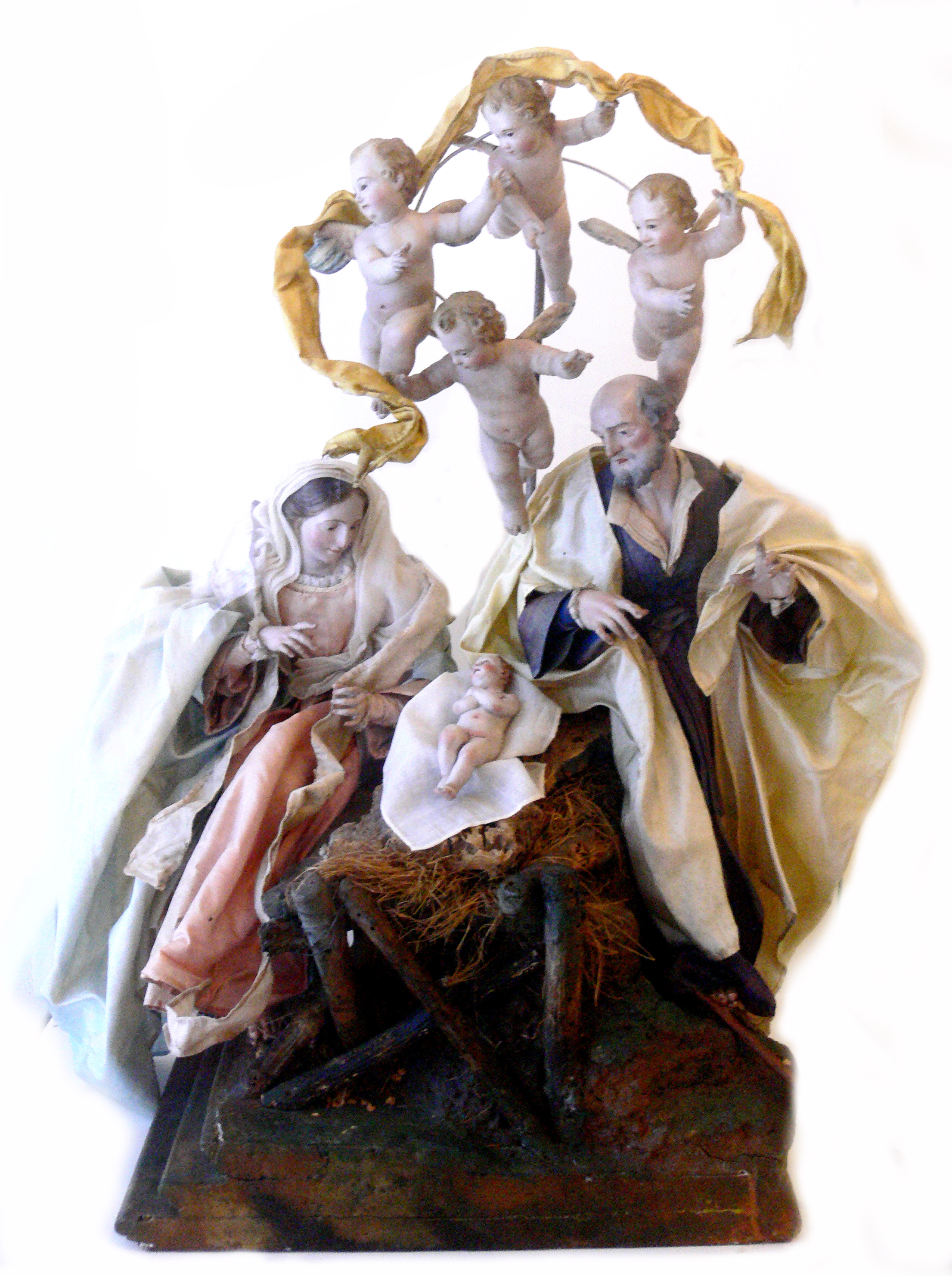
Sainte Famille du XVIIIe siècle.

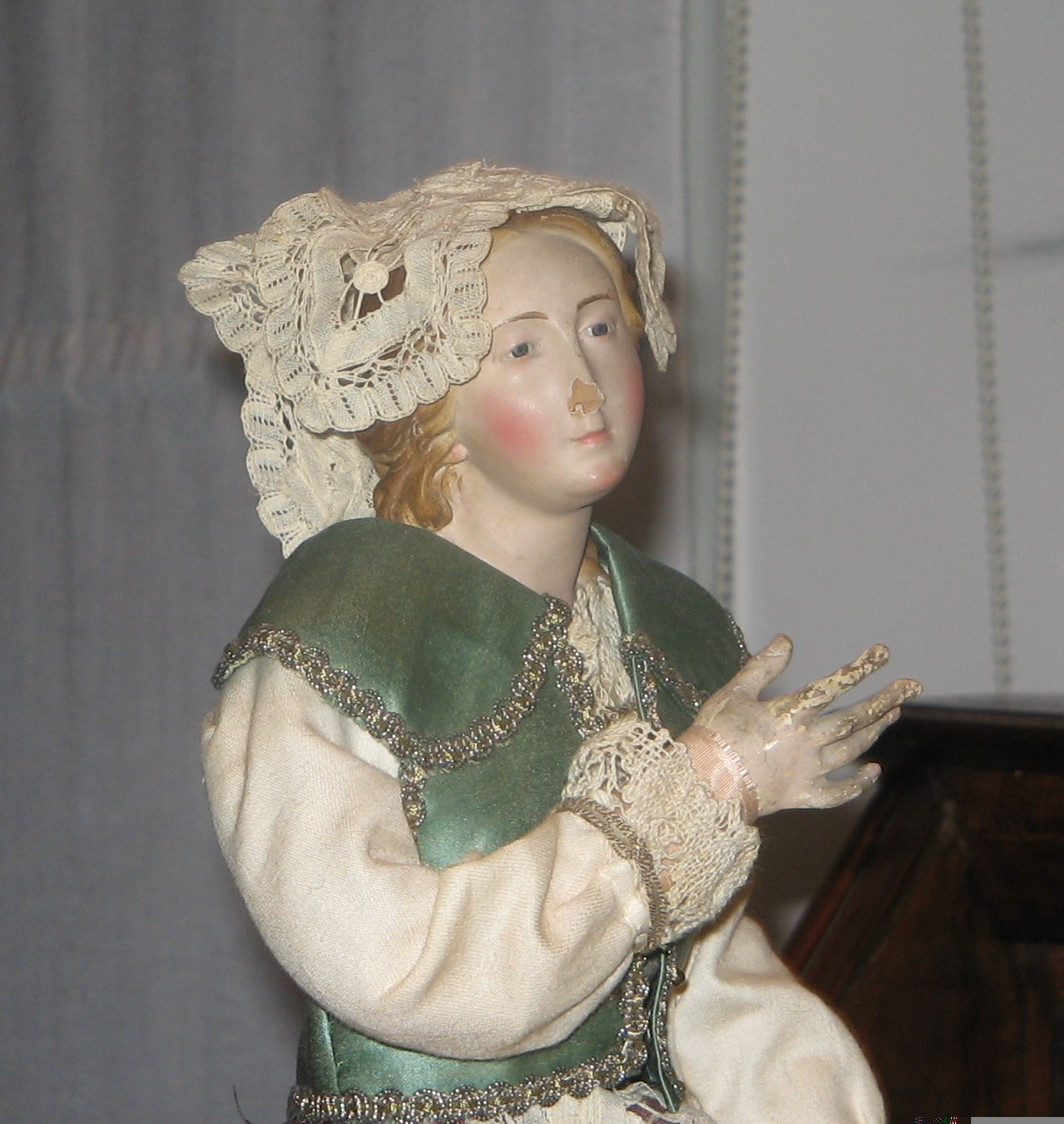
Figurine napolitaine d'une crèche du XIXe siècle.

### Âge d'or duXVIIIesiècle
Au XVIIIe  et dans la première moitié du XIXe siècle, la réalisation de crèche connut un véritable engouement et devint aussi le passe-temps favori de la haute aristocratie et de la bourgeoisie napolitaine qui rivalisèrent d'imagination pour aménager des scénographies toujours plus recherchées. Les crèches devinrent plus profanes et les plus importantes comptèrent plusieurs centaines de sujets qui envahirent les salles et les terrasses des maisons et des palais napolitains. Le roi Charles III et son épouse y consacraient, raconte-t-on, leur temps libre.
Cette  passion pour la crèche à Naples suscita une telle frénésie collective qu'elle entraîna les meilleurs artistes du siècle dans la réalisation de figures parmi lesquels les sculpteurs  Matteo Bottiglieri, Lorenzo et Dominico Vaccaro, et sans doute le plus grand sculpteur napolitain du XVIIIe siècle, Giuseppe Sanmartino.
À cette époque, les guides de voyage pour étrangers vantent (ou critiquent) l'exubérance des Napolitains pour les crèches. L'attention des voyageurs est portée non pas sur les crèches présentées dans les églises mais sur celles que composent à grands frais les particuliers, nobles et aristocrates. Elles sont exposées dans leurs habitats où chacun peut venir les visiter durant la période de Noël.

#### Santon
Les figurines (appelées pastori en italien), d'une hauteur qui varie de 25 cm à 45 cm, ont un visage modelé en terre cuite (et non plus en bois) avec des yeux en verre. Les membres sont articulés en bois travaillé. Le corps est réalisé en fil de fer et étoupe, elle-même recouverte par les vêtements. Outre le soin apporté à leurs habits, ces figurines sont caractérisées par une expression très réaliste.

#### Décor
Son illusion de paysage en profondeur résulte d'un savant mélange de l'art de la perspective et celui du clair-obscur. Il est meublé de marchés, de ponts, d'églises, de fours, de rivières... Dans la deuxième moitié du XVIIIe siècle, à la suite des fouilles archéologiques entreprises par le roi Charles III à  Pompéi et Herculanum, la traditionnelle grotte est remplacée progressivement par un décor de vestiges avec colonnes romaines. Puis, le registre des sujets s’éloignent des textes de l'Évangile : on y intègre des scènes empruntées à la vie quotidienne avec des personnages comme la jeune Procidienne, le noble, le paysan, le goitreux ou l'enflé, le tavernier avec joueurs de mourre, les banqueteurs, marmaille, savetiers, marchand de tellines, joueurs de musette, de cor... La représentation des denrées alimentaires et des animaux est aussi documentée avec beaucoup de précisions.

#### Collections
Une des collections les plus importantes de crèche napolitaine dans le monde se trouve au Bayerisches Nationalmuseum à Munich. La majeure partie de la collection provient de la collection privée de Max Schmederer. De nombreuses crèches napolitaines se trouvent également au musée San Martino avec peut être la plus célèbre des crèches baroque-rococo, dite « de Cuciniello », léguée au musée en 1879, puis la collection Perrone constituée de santons entièrement en terre cuite sculptée par les plus fameux artistes napolitains de l'âge d'or. Sont aussi exposées la crèche Ricciardi centrée sur l'Adoration des mages, la crèche Sartorius en sucre représentant un temple païen à Paestum, la délicate crèche en corail, argent et cuivre témoin du savoir-faire des artisans siciliens de Trapani au XVIIIe siècle et une microscopique crèche modelée en stuc dans une coquille d'œuf offerte en 1942 par De Renzis di Montanaro.
L'hôtel d'Agar à Cavaillon présente, chaque hiver, une centaine de santons napolitains des XVIIIe et XIXe siècles, ils s'accompagnent d'une collection de peinture napolitaine des XVIIe et XVIIIe siècles. Les propriétaires revisitent la tradition napolitaine en ouvrant leur hôtel particulier, et en invitant des artistes contemporains à se réapproprier l'histoire de ces santons.

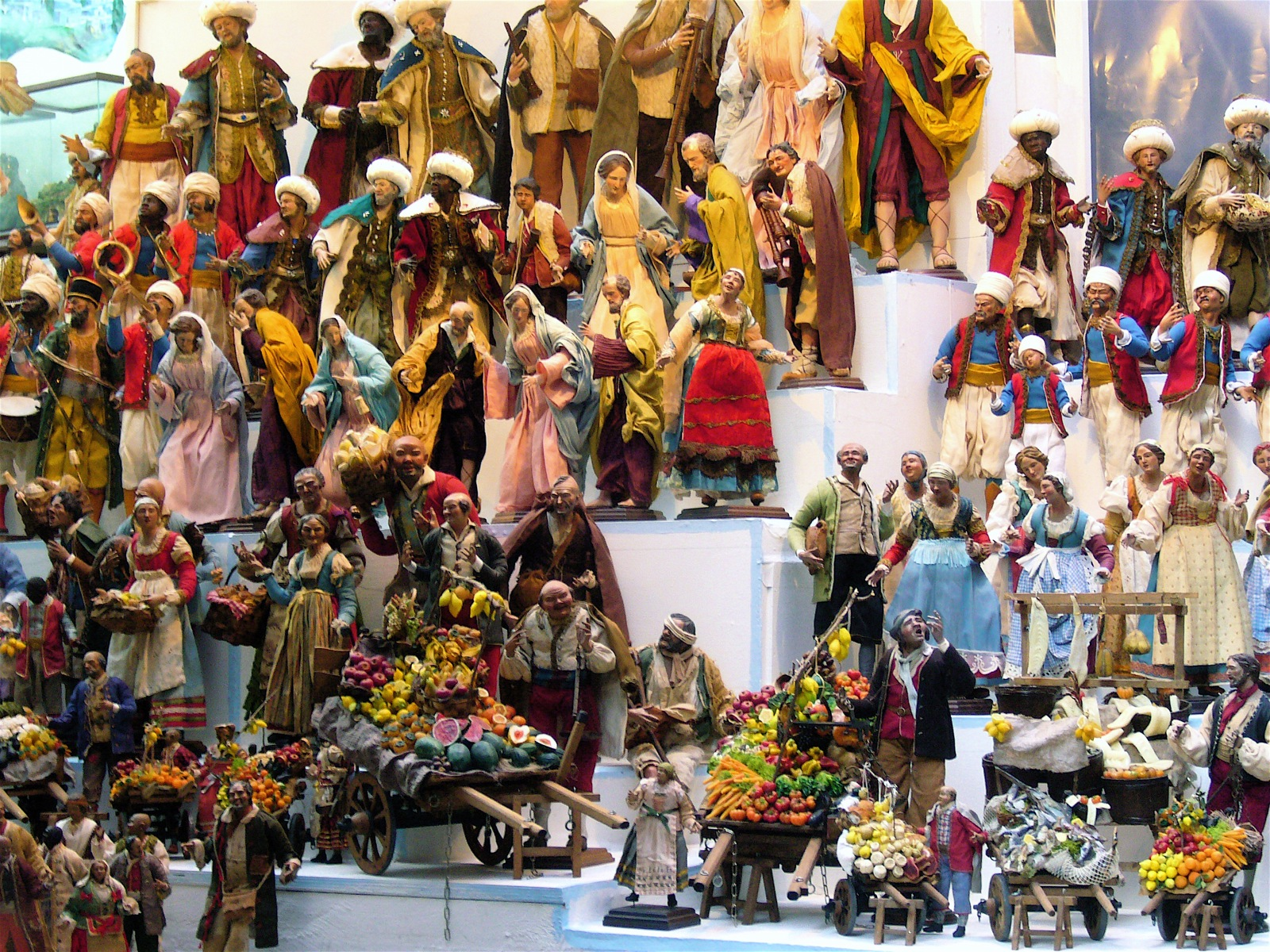
Étalage de santons, via San Gregorio Armeno.

## Aujourd'hui
La crèche a été et reste un véhicule d'identification de la « gente napoletana »  et  ce réalisme précurseur a influencé diverses représentations théâtrales  et  productions cinématographiques napolitaines.
Dans la pittoresque  via San Gregorio Armeno du centre historique de Naples sont présentes des expositions permanentes et ateliers d'artisans qui, présents depuis le début du XIXe siècle, produisent encore des santons représentant souvent des personnalités de notre époque.

## Source
- (it) Cet article est partiellement ou en totalité issu de l’article de Wikipédia en italien intitulé « Presepe napoletano » (voir la liste des auteurs).